# منصور خالد
منصور خالد (به عربی: منصور خالد) (زادهٔ ۱۷ ژانویه ۱۹۳۱ – درگذشتهٔ ۲۲ آوریل ۲۰۲۰) سیاستمدار،  نویسنده و روشنفکر اهل سودان بود. وی دو دوره در سال‌های ۱۹۷۱–۱۹۷۵، و در سال ۱۹۷۷ وزیر امور خارجه سودان بود.
منصور خالد در ۲۲ آوریل ۲۰۲۰، در سن ۸۹ سالگی درگذشت.